# San Clemente a Monte Sacro
San Clemente a Monte Sacro, även benämnd San Clemente Papa, är en kyrkobyggnad i Rom, helgad åt den helige påven och martyren Clemens I. Kyrkan är belägen vid Via Val Santerno i quartiere Monte Sacro i zonen Val Melaina och tillhör församlingen San Clemente.
Kyrkan förestås av stiftspräster.

## Historia
Kyrkan påbörjades efter ritningar av arkitekten Ugo Luccichenti och fullbordades enligt ritningar av arkitekten Duccio Staderini. Kyrkan konsekrerades den 4 februari 1995 av dåvarande kardinalvikarie Camillo Ruini.
Interiörens grundplan är elliptisk. Över högaltaret ses ett krucifix flankerat av två ikoner i bysantinsk stil, föreställande Jungfru Maria och aposteln Johannes.

## Kommunikationer
- Tunnelbanestation  Conca d'Oro